# 保住直孝
保住 直孝（ほずみ なおたか、1974年12月10日 - ）は、日本のプロボクサー。神奈川県横須賀市出身。元日本ミドル級、元OPBF東洋太平洋同級王者。ヨネクラボクシングジム所属。横浜高校卒業。
高校の同級生に元三菱ふそう川崎硬式野球部の鈴木章仁及び元阪神タイガースの部坂俊之、1年後輩には大和心がいる。

## 来歴
高校時代の1991年・1992年、インターハイライトヘビー級2連覇を達成する。卒業後、ヨネクラジムに入門。
1993年6月8日、西森豊に2RKO勝ちでプロデビュー。
1995年8月8日、日本ミドル級王座決定戦でケビン・パーマーと対戦。ダウンを奪ったものの10RKO負け。プロ初黒星となった。
1999年4月3日、日本テレビ「ダイナミックグローブ」で大谷信直を7RTKOで下し、日本同級王座獲得。
4ヵ月後にテレビ朝日「エキサイトボクシング」でノンタイトルを1RKO勝利。
2000年2月29日、堀内稔を判定で下し、初防衛に成功。
2000年8月1日、鈴木悟に顎を2箇所折られた末に8RTKOで敗れ、王座陥落。
2001年8月1日、OPBF東洋太平洋ミドル級タイトルマッチでパーマーと再戦。9RKO勝ちで王座を獲得。
2002年5月14日、崔光辰を迎えてのOPBF東洋太平洋王座初防衛戦ではほぼ試合を支配し、8RKO勝ちを収めた。
2002年7月29日、ノンタイトルでガオグライ・ゲーンノラシンに4RKO勝ち。この試合後、OPBF東洋太平洋王座返上。
2002年10月10日、WBA世界ミドル級王座に挑戦。竹原慎二を倒したウィリアム・ジョッピーに10RTKO負けを喫し王座獲得失敗。
2004年5月1日、荒木慶大が持つ日本ミドル級王座に再挑戦も判定負け。
2006年、第3回B:Tight!に参戦。決勝でアマチュア13冠の佐藤幸治に敗れ、準優勝となった。
2008年2月23日、東京都で公務執行妨害事件を起こし、6月24日有罪判決を受けたことにより、日本ボクシングコミッション（JBC）からライセンス無期限停止処分を受けた。
2010年12月1日、ボクシング系格闘技イベントBOXFIGHTのメインイベントでラチャシー・シッサイトーンと対戦し、3-0の判定勝ちを収めた。

## エピソード
- 「ボクシングで嫌いなのは練習とロードワーク」などと公言するほどの練習嫌いである。
- 高校およびジムの先輩であり元WBA・WBC世界ストロー級チャンピオン、そして「150年に一人の天才」と謳われた大橋秀行に「（保住を）最初見た時、天才かと思いましたよ」と言わしめた。
- 日本ランカー当時に数々のビッグマウスでOPBF王者であった竹原慎二への挑発を繰り返したが「竹原は逃げてるんですよ、オレから」や「竹原、本当に大したことない」など。しかし、世界挑戦への機が熟していた竹原からは相手にされず、対戦は実現しなかった。

- YouTubeにて竹原が、テレビでの自分への挑発行為を見て、世界戦も決まらないため、対戦オファーを出したが保住のトレーナーから謝罪があり、対戦はなくなった。と語っている
- 2021年11月16日、保住直孝が所属したジムの先輩となる元WBA、WBC世界ミニマム級王者の大橋秀行らへの脅迫の疑いで神奈川県警神奈川署に逮捕された。同署によると、メール送信は認めたものの、脅迫の事実は否認しているという。同容疑者は過去にも賭博や恐喝の疑いで逮捕されている。昨年10月から今年にかけて大橋会長、同じく元ジム先輩で元東洋太平洋フェザー級王者の松本好二をはじめ、2人の家族を侮辱するメッセージを送信。さらに内容がエスカレートし、同署の発表によると「家族もろとも拷問かけながら殺させるように仕向ける」などと書かれたメールを携帯電話から送り、脅迫した。

## 戦績
- アマチュアボクシング：17戦17勝無敗
- プロボクシング：36戦28勝（23KO）6敗2分

## 獲得タイトル
- 第45回インターハイライトヘビー級優勝
- 第46回インターハイライトヘビー級優勝
- 第3回B:Tight!ミドル級準優勝
- 第48代日本ミドル級王座（防衛1度）
- 第35代OPBF東洋太平洋ミドル級王座（防衛1度）

## 著書

### 電子書籍
- 『歴史が代わる！「脳は選べます！今、そこで。」 』Kindle版（2018年11月5日発売、Kindle）ASIN B07K79JW2B[4][5]